# Luiza Prado
Luiza Jesus Prado (Guaratinguetá, 1988), mas conhecida por seeu nome artístico Hifa Cybe. Hifa é uma artista transdisciplinar brasileira.
Prado utiliza ferramentas artísticas como fotografia, arte performática, videoarte, instalação, escultura, pintura, novas mídias, body art, música e desenho juntamente com física, psicologia, neurociência e filosofia. Sua pesquisa é especificamente sobre memória. Ela explora tópicos sobre sexualidade, questões sociopolíticas, descolonização, sincretismo e minorias na América Latina. Ela foi mencionada como uma artista feminista na FFW, Gedelés Canal Brasil and O Grito. Em 2014, seu trabalho "Corpo Estranho" foi catalogado no livro português Evocações das Artes Performáticas – Paco Editorial e desde 2010 tem sido destaque no Digital Photographer, Jornalistas Livres and Efêmero Concreto entre outros.

## Discografia
- 2020: Social Esotropia
- 2017: Poteh Pehuono
- 2017: Funk Pesadão
- 2016: Tumor Militar

## Filmografia
- 2014: Reincarnate Project

## Referencias
1. ↑  «SuperNova Arts». SuperNova Arts. Consultado em 7 de janeiro de 2021
2. ↑  «Conheça as artistas (gringas e brasileiras) que usam a web para tratar do feminismo // Notícias // FFW». FFW. Consultado em 5 de janeiro de 2016
3. ↑  «10 artistas feministas que devemos celebrar – Geledés». Geledés. Consultado em 5 de janeiro de 2016
4. ↑  «A Invenção do Olhar - Luiza Prado – Canal Brasil». Canal Brasil. Consultado em 8 de novembro de 2019
5. ↑  «Especial: 10 artistas feministas que devemos celebrar». Revista O Grito! – Cultura pop, cena independente, música, quadrinhos e cinema. Consultado em 5 de janeiro de 2016
6. ↑  Evocações da Arte Performática – 2010 – 2013. [S.l.]: Paco Editorial. 2014
7. ↑  «Projeto Futuro do Presente, Presente do Futuro #71 – Luiza Prado: Álbum de Viagens». Jornalistas Livres. Consultado em 7 de janeiro de 2021
8. ↑  «Achados e perdidos». Efêmero Concreto. Consultado em 5 de janeiro de 2016